# Octotemnus glabriculus
Octotemnus glabriculus – gatunek chrząszcza z rodziny czerwikowatych.

## Taksonomia
Gatunek ten opisany został po raz pierwszy w 1827 roku przez Leonarda Gyllenhala pod nazwą Cis glabriculus. W 1847 roku J. Mellié przeniósł go do nowego rodzaju Octotemnus.

## Morfologia
Chrząszcz o mniej więcej owalnym ciele długości od 1,5 do 1,8 mm, połyskującym, z wierzchu bardzo delikatnie punktowanym, porośniętym delikatnymi, odstającymi szczecinkami, najlepiej widocznymi na opadających częściach pokryw. Ubarwienie ma brązowe do czarnobrązowego z żółtymi, zwykle przyciemnionymi czułkami oraz żółtawymi odnóżami. Czułki zbudowane z ośmiu członów, z których trzy ostatnie formują buławkę. W przeciwieństwie do O. mandibularis aparat gębowy u samca ma żuwaczki pozbawione modyfikacji. Przedpiersie jest wąskie i pozbawione wyrostka międzybiodrowego. Między biodrami tylnej pary odnóży znajduje się na pierwszym sternicie odwłoka rombowata płytka przedłużająca się ku tyłowi w formie przypominającej kolec. 

## Ekologia i występowanie
Owad rozmieszczony od nizin po niższe położenia górskie. Chrząszcz saproksyliczny. Zarówno larwy, jak i postacie dorosłe zamieszkują owocnikach hub rosnących na drzewach liściastych, szczególnie bukach, dębach i brzozach. Bytują w przedstawicielach rodzajów wrośniak, gmatwek, blaszkowiec, włochatka i żagiew. Najczęściej przechodzą rozwój we wrośniaku garbatym.
Gatunek palearktyczny, w Europie znany z Portugalii, Hiszpanii, Irlandii, Wielkiej Brytanii, Francji, Belgii, Luksemburga, Holandii, Niemiec, Szwajcarii, Liechtensteinu, Austrii, Włoch, Danii, Szwecji, Norwegii, Finlandii, Estonii, Łotwy, Litwy, Polski, Czech, Słowacji, Węgier, Białorusi, Ukrainy, Mołdawii, Rumunii, Bułgarii, Słowenii, Chorwacji, Bośni i Hercegowiny, Serbii, Czarnogóry, Macedonii Północnej, Grecji oraz europejskiej części Rosji, w Azji zaś z anatolijskiej części Turcji, Gruzji, Armenii, Azerbejdżanu, chińskiego Liaoningu oraz japońskich wysp Hokkaido i Honsiu. Na północ wykracza zasięgiem daleko poza koło podbiegunowe w rejonie Półwyspu Fennoskandzkiego.